# Persona (album de Queen Latifah)
Albums de Queen Latifah
Trav'lin' Light
(2007)
Singles
1. Cue the Rain
Sortie : 25 août 2009
2. Fast Car
Sortie : 29 septembre 2009

Persona est le sixième album studio de Queen Latifah, sorti le 25 août 2009.
En septembre 2008 le magazine Rolling Stone a déclaré que pour son retour au hip-hop, Queen Latifah préparait un album qui devrait s'intituler The L Word à la suite des rumeurs persistantes sur sa possible homosexualité.
L'album s'est classé 3e au Top R&B/Hip-Hop Albums et 25e au Billboard 200.

## Liste des titres
Tous les titres sont produits par Cool & Dre, à l'exception de If He Wanna produit par The Neptunes.
| No  | Titre                                                           | Durée |
| --- | --------------------------------------------------------------- | ----- |
| 1.  | The Light                                                       | 5:04  |
| 2.  | Fast Car (featuring Missy Elliott)                              | 4:18  |
| 3.  | Cue the Rain                                                    | 6:02  |
| 4.  | My Couch (featuring Cool & Dre)                                 | 6:04  |
| 5.  | Take Me Away (With You) (featuring Marsha Ambrosius)            | 3:45  |
| 6.  | With You                                                        | 4:34  |
| 7.  | Hard to Love You (eaturing Dre, Shawn Stockman et Busta Rhymes) | 4:14  |
| 8.  | What's the Plan                                                 | 3:10  |
| 9.  | Long Ass Week                                                   | 4:11  |
| 10. | Runnin'                                                         | 4:03  |
| 11. | People (featuring Mary J. Blige)                                | 3:54  |
| 12. | If He Wanna (featuring Serani)                                  | 4:49  |
| 13. | Over the Mountain                                               | 5:12  |
| 14. | The World                                                       | 5:31  |

| 15. | Spotlight                                    | 3:07 |
| 16. | Champion                                     | 3:30 |
| 17. | Fair Weather Friend (featuring Ingrid Woode) | 4:22 |
| 18. | Be Yourself                                  | 4:17 |